# Psychotria linearis
Psychotria linearis är en måreväxtart som beskrevs av Friedrich Gottlieb Bartling och Dc.. Psychotria linearis ingår i släktet Psychotria och familjen måreväxter. Inga underarter finns listade i Catalogue of Life.